# Frederikssundsvejstunnelen
Frederikssundsvejstunnelen er 367 m lang og leder trafikken gennem to tunnelrør. Tunnelens to tunnelrør fører henholdsvis udadgående trafik væk fra København (østrøret) og indadgående trafik mod København (vestrøret). De to tunnelrør er hver 12,7 m brede fra væg til væg. I hvert tunnelrør er der to kørespor, et nødspor og et smalt nødfortov på hver side af køresporene. Fodgængere og cyklister har ikke adgang til tunnelen.
Tunnelen løber under Frederikssundsvej, rute 211, ved Bellahøj i Københavns Kommune. Ved begge sider af tunnelen er der ramper, der fører henholdsvis Borups Allé og Hareskovvej op over tunnelen til lokalgaderne, Frederikssundsvej, Utterslevvej og Bellahøjvej. Der er 2 større vejkryds med vejene Mellemvangen og Hulgårdsvej henholdsvis nord og syd for tunnelen.
Tunnelen er klassificeret som motortrafikvej på rute 16, der er en af Københavns største indfaldsveje.
Tunnelarbejdet blev udbudt i offentlig licitation den 15. december 1967. Her blev byggetiden fastsat til halvandet år. Byggeriet blev indledt i foråret 1968, og tunnelen blev indviet 3. oktober 1969.